# Zvíkovské Podhradí
Zvíkovské Podhradí (jusqu'en 1924 : Podhradí t. Karlov, en allemand : Karlsdorf) est une commune du district de Písek, dans la région de Bohême-du-Sud, en République tchèque. Sa population s'élevait à 208 habitants en 2020.

## Géographie
Zvíkovské Podhradí se trouve à la confluence de la Vltava et de son affluent l'Otava, à 15 km au nord-nord-est de Písek, à 55 km au nord-nord-ouest de České Budějovice et à 75 km au sud-sud-ouest de Prague.
La commune est bordée par la Vltava au nord et à l'est et par l'Otava à l'ouest. Elle est limitée par la commune de Jickovice au nord, par Kučeř à l'est, par Oslov au sud, et par Varvažov à l'ouest.

## Histoire
La première mention écrite de la localité date de 1234.

## Patrimoine
C'est sur le territoire de la commune que se trouve le château de Zvíkov, surnommé « le roi des châteaux tchèques ».

## Transports
Par la route, Zvíkovské Podhradí se trouve à 13,5 km du centre de Milevsko, à 16 km de Písek, à 66,5 km de České Budějovice et à 113 km de Prague.